# HMS Douglas (D90)
«Дуглас» (англ. HMS Douglas (D90) — військовий корабель, лідер ескадрених міноносців типі «Адміралті» Королівського військово-морського флоту Великої Британії міжвоєнного періоду та за часів Другої світової війни.

## Історія створення
Лідер ескадрених міноносців «Дуглас» був закладений 30 червня 1917 року на верфі компанії Cammell Laird у Беркенгеді. 20 лютого 1918 року він був спущений на воду, а 2 вересня 1918 року увійшов до складу Королівських ВМС Великої Британії.

## Історія служби
«Дуглас» проходив службу у складі британських ВМС, за часів Другої світової війни брав активну участь у бойових діях на морі, бився у Північній Атлантиці, біля берегів Європи, супроводжував атлантичні та арктичні транспортні конвої. За проявлену мужність та стійкість у боях бойовий корабель нагороджений двома бойовими відзнаками.

### Друга світова війна

#### 1939—1940
8 липня 1940 року лідер есмінців «Дуглас» брав участь у прикритті ударного угруповання, що здійснювало напад на італійський порт Кальярі на Сардинії.

### 1941
3 січня 1941 року есмінець разом із «Бігл», «Кеппель» і французьким «Ураган» забезпечували супровід та охорону кораблів 1-ї мінної ескадри, що встановлювали мінні загородження на північних рубежах — північніше та південніше Фарерських островів.
28 квітня 1941 року «Дуглас» затопив глибинними бомбами німецький ПЧ U-65 південно-східніше Ісландії.

### 1942
У квітні-травні 1942 року корабель продовжував діяти в акваторії Північної Атлантики, супроводжуючи конвої суден і поодинокі судна, що займались перевезенням регулярних військ на різні театри війни. 23 травня з крейсером «Каїр», есмінцями «Бігл», «Кеппель» і «Сардонікс» ескортували океанський лайнер «Квін Мері», що перевозив війська на Близькосхідний театр війни, у складі конвою WS 19W.

### 1943
31 жовтня 1943 року у Гібралтарській протоці північніше Танжеру (35°54′ пн. ш. 05°52′ зх. д. / 35.900° пн. ш. 5.867° зх. д.) «Дуглас» разом з протичовновим траулером «Імперіаліст» потопив німецький підводний човен U-732. 31 член екіпажу загинув, 18 врятовані